# Borovkov-Florov I-207
Borovkov-Florov I-207 (Istrebitel – tiêm kích) là một loại máy bay tiêm kích của Liên Xô từ năm 1936.

## Biến thể
- 7211
- I-207
- I-207/M-63

## Tính năng kỹ chiến thuật (I-207)
Dữ liệu lấy từ Gunston, Bill. "The Osprey Encyclopaedia of Russian Aircraft 1875 – 1995". London, Osprey. 1995. ISBN 1-85532-405-9
Đặc điểm tổng quát
- Kíp lái: 1
- Chiều dài: 6,35 m (20 ft 10 in)
- Sải cánh: 7 m (22 ft 11-3/4 in)
- Diện tích cánh: 18 m2 (194 ft2)
- Trọng lượng rỗng: 1598 kg (3,523 lb)
- Trọng lượng có tải: 1,950 kg (4,299 lb)
- Powerplant: 1 × Shvetsov M-62, 671 kW (900 hp)

Hiệu suất bay
- Vận tốc cực đại: 436 km/h (271 mph)
- Tầm bay: 700 km (435 dặm)
- Trần bay: 9,150 m (30.020 ft)
- Vận tốc lên cao: 13,44 m/s (2,,646 ft/phút)

Vũ khí trang bị
- 4 x súng máy 7.62 mm ShKAS